# Креспино дел Ламоне (Фиренца)
Креспино дел Ламоне је насеље у Италији у округу Фиренца, региону Тоскана.
Према процени из 2011. у насељу је живело 90 становника. Насеље се налази на надморској висини од 536 м.